# 291
El año 291 (CCXCI) fue un año común comenzado en jueves del calendario juliano, en vigor en aquella fecha.
En el Imperio romano el año fue nombrado como el del consulado de Tiberiano y Dión o, menos comúnmente, como el 1044 Ab urbe condita, siendo su denominación como 291 posterior, de la Edad Media, al establecerse el Anno Domini.

## Acontecimientos

### Imperio romano
- Diocleciano firma tratados de la paz Axum y Nubia.

### Pueblo godo
- El Pueblo godo se separa en Tervingios y Greutungos, llamados posteriormente Visigodos y Ostrogodos respectivamente.

### Asia
- Comienza en China la Guerra de los ocho príncipes.

## Nacimientos
- Inés de Roma.